# Caudalejeunea reniloba
Caudalejeunea reniloba là một loài Rêu trong họ Lejeuneaceae. Loài này được (Gottsche) Stephani mô tả khoa học đầu tiên năm 1912.